# 3M22 Tsirkon

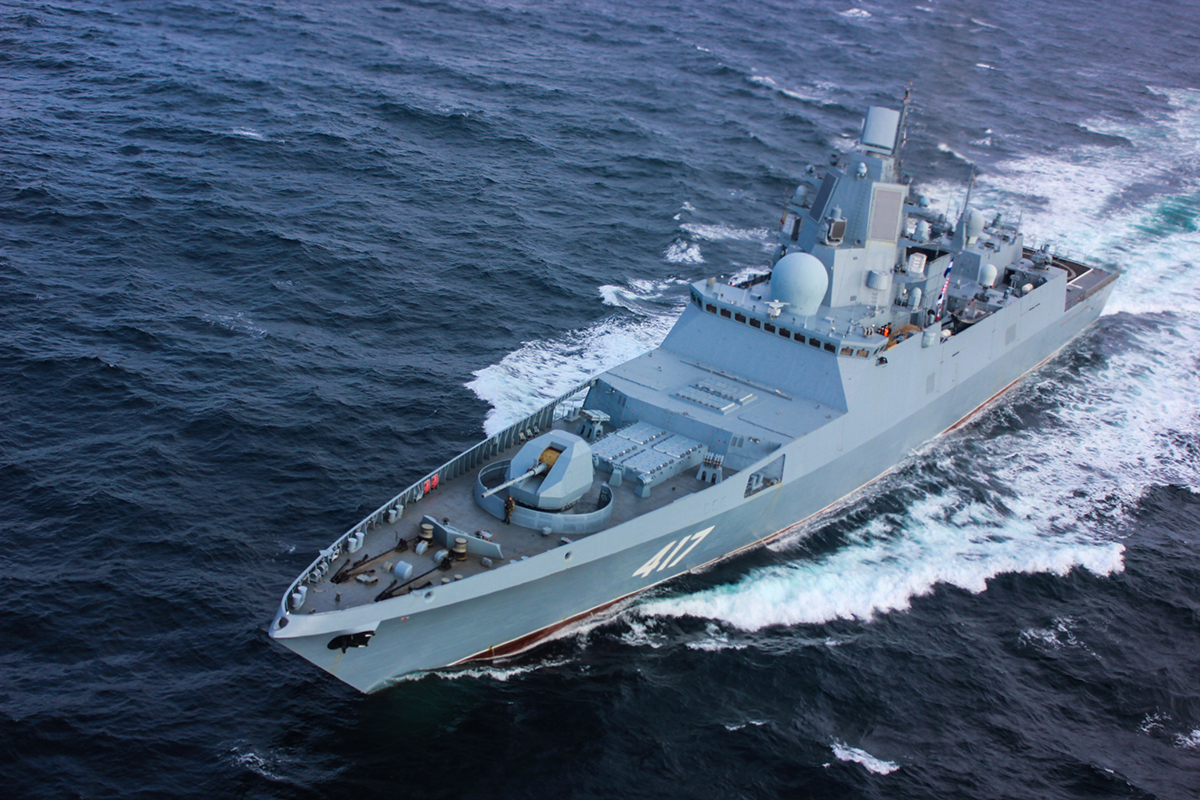
Fragata da classe Admiral Gorshkov, utilizada pela Marinha Russa para disparar mísseis

O 3M22 Zircon  também escrito como 3M22 Tsirkon (em russo: Циркон , nome de relatório da OTAN : SS-N-33) é um míssil de cruzeiro hipersônico antinavio atualmente em produção pela Rússia. Foi produzido principalmente para a Marinha Russa, capaz de ser lançado de fragatas e submarinos.

## Operadores
Rússia
- Marinha da Rússia